# 玉村豊男
玉村 豊男（たまむら とよお、1945年〈昭和20年〉10月8日 - ）は、日本のエッセイスト、画家。父は日本画家の玉村方久斗。
東京都杉並区生まれ。東京都立西高等学校、東京大学文学部仏文学科卒業。在学中にパリ大学言語学研究所に2年留学。通訳、翻訳業を経て、1977年、32歳のときにかつての留学体験を基にした「パリ 旅の雑学ノート」（ダイヤモンド社）の出版を皮切りに文筆業に転身。なお、「パリ留学はワインを飲む習慣を身に付けたり、後の人生に大きな影響を与える転機となったが、当時そんなことは思いもよらなかった」と語っている。
1983年より8年間、軽井沢町で生活。41歳で大病を患ったこともきっかけとなり妻とともに1991年より長野県東御市在住。
株式会社ヴィラデストワイナリー会長。日本ワイン農業研究所（株）代表取締役社長。「『安心、安全、正直』な信州の温泉表示認定委員会」委員 などを務めている。

## 経歴
- 1945年 10月8日 - 玉村方久斗の末子（八男）として誕生[12][9]
- 1983年 - 軽井沢町に転居。
- 1991年 - 長野県小県郡東部町（現東御市）に転居。
- 2003年10月 - 東部町の農園内にヴィラデストガーデンファーム アンド ワイナリーワイナリー開設。
- 2005年 - フランス農事功労章受章。
- 2007年4月15日 - 神奈川県箱根町に「玉村豊男ライフアートミュージアム」を開館。
- 2014年 - 5月12日、6次産業化ファンド「信州アグリイノベーションファンド」より、日本ワイン農業研究所株式会社（事業母体：株式会社ヴィラデストワイナリー）に第1号案件として投資決定[13][14][15]。
  - 9月9日、日本ワイン農業研究所 (JWARC) を設立[16][17][18]。

## 受賞歴
「日本ワインコンクール（Japan Wine Competition）」
- 第9回 2011年（平成23年）金賞受賞[20]
  - 欧州系・白「ヴィラデスト ヴィニュロンズリザーブ シャルドネ 2010」
- 第12回 2014年（平成26年）金賞受賞[21]
  - 欧州系・白「ヴィラデスト ヴィニュロンズリザーブ シャルドネ 2013」
- 第13回 2015年（平成27年）金賞受賞[22]
  - 欧州系・白「ヴィラデスト ソーヴィニョンブラン 2014」

## 著書
- パリ旅の雑学ノート 単行本-ダイヤモンド社 (1977/12/01) 
  - パリ旅の雑学ノート 文庫-中央公論新社 (2009/04/25)
- パリ 旅の雑学ノート2冊目 単行本-ダイヤモンド社 (1978/03/01)
  - パリ 旅の雑学ノート2冊目 文庫-新潮社 (1983/06/01)
- とっておきパリ左岸ガイド: パリ旅の雑学ノートPART3 大村 真理子 (共著)単行本-中央公論新社 (1997/03/01)
- ロンドン旅の雑学ノート 単行本-ダイヤモンド社 (1980/03/01)
  - ロンドン旅の雑学ノート 文庫-新潮社 (1983/10/25)
- 料理の四面体 単行本-鎌倉書房(1980)
  - 料理の四面体: 東西美味発見法 (酒文ライブラリー) 単行本-TaKaRa酒生活文化研究所 (1999/04/01)
  - 料理の四面体 文庫-中央公論新社 (2010/02/25)
- 文明人の生活作法 単行本-鎌倉書房(1981/01/30)
  - 文明人の生活作法 文庫-新潮社 (1984/02/01)
- 男の旅立ち、いざ厨房へ: 料理を発想する本 ベストセラーズ (1981/12/01)
- オリエント・エクスプレス物語 ジャン デ カール (著), 玉村 豊男 (翻訳) 文庫-中央公論新社 (1984/04/01)
- 食の地平線 文庫-文藝春秋 (1988/01/01)
- 恋される亭主になるための12章 ガイルズ ブランドレス (著), 玉村 豊男 (翻訳)単行本-三笠書房 (1983/01/01)
- 玉村豊男のとっておき料理ばなし 単行本-鎌倉書房 (1983/04/01)
- TOKIO不思議ガイド 単行本-文藝春秋 (1983/08/01)
- 日本ふーど記 単行本-JTBパブリッシング (1984/03/01)
  - 日本ふーど記 文庫-中央公論新社 (1988/09/01)
  - おいしいものは田舎にある - 日本ふーど記 文庫-中央公論新社 (2017/1/19)
- 玉村豊男の食客旅行 単行本-三省堂 (1984/07/01)
  - 食客旅行 文庫-中央公論新社 (1996/09/18)
- 旅する人 単行本-新潮社 (1984/12/01)
  - 旅する人 文庫-中央公論新社 (1995/6/1)
- 和飲倶楽部 文庫-講談社 (1984/12/01)
- 食いしんぼグラフィティー 単行本-文藝春秋 (1985/01/01)
  - 食いしんぼグラフィティー 文庫-文藝春秋 (1989/01/01)
- 新型田舎生活者の発想 単行本-PHP研究所 (1985/03/01)
- 玉石混食 石毛 直道 (著), 玉村 豊男 (著) 味の素広報室 (1985/03/01)
- 男子厨房学入門 文庫-文藝春秋 (1985/04/01)
  - 男子厨房学入門 文庫-中央公論新社 (1999/10/01)
- 森羅万食たべものがたり 単行本-文藝春秋 (1985/05/01)
  - 森羅万食たべものがたり 文庫-中央公論新社 (1994/12/01)
- 我が名はジュリー 沢田 研二 (著), 玉村 豊男 (編集) 中央公論新社 (1985/06/01)
  - 我が名はジュリー 沢田 研二 (著), 玉村 豊男 (編集) 文庫-中央公論新社 (1986/12/01)
- 人生おこがま指南 単行本-新潮社 (1985/07/01)
  - 人生おこがま指南 文庫-中央公論新社 (1995/08/01)
- 軽井沢うまいもの暮らし: エピキュリアンの食卓ノート 単行本-鎌倉書房 (1985/10/01)
  - 軽井沢うまいもの暮らし 文庫-中央公論新社 (1989/09/01)
- 玉村豊男のパーティ・クッキング 単行本-文藝春秋 (1985/12/01)
  - 玉村豊男のパーティー・クッキング 文庫-講談社 (1994/04/01)
- ぼくの旅のかたち: 東ヨーロッパひとり歩き 単行本-海田書房 (1985/12/01)
- 玉村豊男のスポーツ百面相 単行本-ダイヤモンド社 (1986/12/01)
- 玉村豊男もうひとつの旅 加賀・能登 雑誌-学研 (1987/03/25)
- 男と女のレストラン 単行本-マガジンハウス (1988/03/01)
  - 男と女のレストラン 文庫-講談社 (1992/05/01)
- 軽井沢発玉虫色庭球倶楽部 単行本-スキージャーナル (1988/07/01)
- アルマジロ私想録 単行本-新潮社 (1988/10/01)
  - アルマジロ私想録 文庫-中央公論新社 (1996/06/01)
- 新型田舎生活者の発想 文庫-講談社 (1989/06/01)
- 日常の極楽：オバサンの未来を考える 単行本-鎌倉書房 (1990/02/01)
- 雑文王玉村飯店: essays&colums1973~1989 単行本-文藝春秋 (1990/04/01)
  - 雑文王玉村飯店 文庫-文藝春秋 (1993/04/01)
- 名医に聞いたからだにイイ話 単行本-ダイヤモンド社 (1991/03/01)
- 東京へめぐり 単行本-朝日新聞出版 (1991/04/01)
- グルメの食法 単行本-阪急コミュニケーションズ (1991/07/01)
  - グルメの食法 文庫-中央公論新社 (1995/10/01)
- 遊職人種宣言 リゾートオフィスのすすめ 玉村豊男/松岡温彦/W.A.スピンクス 銀河書房(1991/07/20)
- パリ物語: グルメの都市をつくった人々 単行本-中央公論新社 (1992/11/01)
  - パリのカフェをつくった人々 文庫-中央公論新社 (1997/08/01)
- 晴耕雨読ときどきワイン 単行本-講談社 (1993/06/01)
  - 晴耕雨読ときどきワイン 文庫-中央公論新社 (1999/12/01)
- 有悠無憂（ゆとりあればうれいなし）単行本-朝日新聞出版 (1993/07/01)
  - 有悠無憂（ゆとりあればうれいなし）文庫-朝日新聞出版 (1996/03/01)
- 日本の名随筆 (別巻33) 厨房 玉村 豊男 (編集)単行本-作品社 (1993/11/01)
- 快食玉村大飯店 単行本-扶桑社 (1993/12/01)
- 東京おろおろ歩き 文庫-中央公論新社 (1994/09/01)
- 私のワイン畑 単行本-扶桑社 (1994/10/01)
  - 私のワイン畑 文庫-中央公論新社 (1999/02/18)
- 田園の快楽: ヴィラデストの12ヵ月 単行本-世界文化社 (1995/02/01)
- 種まく人: ヴィラデスト物語 新書-新潮社 (1995/05/01)
  - 種まく人: ヴィラデスト物語 文庫-新潮社 (1998/10/01)
- エッセイスト 単行本-朝日新聞出版 (1995/09/01)
  - エッセイスト　文庫-中央公論新社 (1997/11/01)
- 健全なる美食 単行本-中央公論新社 (1996/04/01)
  - 健全なる美食 文庫-中央公論新社 (2002/11/01)
- 農園からの手紙: イラストとエッセイでつづる 単行本-NHK出版 (1996/05/01)
  - 農園からの手紙 カラー版: イラストとエッセイでつづる 文庫-中央公論新社 (1998/10/01)
- ヴィラデスト3年連用日記: 田園生活1993~1995 単行本-ビー・エヌ・エヌ (1996/08/01)
- 日常の極楽 文庫-中央公論新社 (1996/12/01)
- 酒宴のかたち (酒文選書) 単行本-TaKaRa酒生活文化研究所(1997/04)
- パンとワインとおしゃべりと 単行本-ブロンズ新社 (1997/05/01)
  - パンとワインとおしゃべりと 文庫-中央公論新社 (2002/02/01)
- 世界食物百科: 起源・歴史・文化・料理・シンボル マグロンヌ トゥーサン‐サマ (著), 玉村 豊男 (翻訳)単行本-原書房 (1998/03/10)
- 酒場の誕生 単行本-TaKaRa酒生活文化研究所 (1998/10/01)
- あの酒、その国、このお店: とっておきの世界のお酒 単行本-TaKaRa酒生活文化研究所 (1998/10/01)
- アリス・B・トクラスの料理読本 アリス・B・トクラス (著), 谷川 俊太郎 (解説), 玉村 豊男 (イラスト), 高橋 雄一郎 (翻訳), 金関 いな (翻訳)単行本-集英社 (1998/12/04)
- 旅のメモリー 思い出をつづる 単行本-世界文化社 (1999/03/01)
- 焼酎・東回り西回り 単行本-TaKaRa酒生活文化研究所 (1999/04/01)
- 田園の快楽 それから 単行本-世界文化社 (1999/05/15)
- わたしの花物語 わたしの花物語事務局 (編集)単行本-双葉社 (1999/07/01)
- 青空哲学: 信州水玉問答 水上 勉 (共著)単行本-岩波書店 (1999/07/26)
- PARIS私の移動祝祭日: 魅せられて30年、青春の回想から 大型本-ハースト婦人画報社 (1999/11/01)
- 下戸の酒癖: 玉村サロン大盛会 単行本-TaKaRa酒生活文化研究所 (1999/11/01)
- 忙中有閑ときには旅 単行本-嶋中書店 (2000/03/01)
- 小さな農園主の日記 新書-講談社 (2000/04/01)
- 玉村豊男モバイル日記 単行本-TaKaRa酒生活文化研究所 (2000/05/01)
- 回転スシ世界一周 単行本-TaKaRa酒生活文化研究所 (2000/07/01)
  - 回転スシ世界一周 文庫-光文社 (2004/05/01)
- 東欧・旅の雑学ノート: 腹立ちてやがて哀しき社会主義 文庫-中央公論新社 (2000/08/01)
- ワインの時間 大型本-世界文化社 (2000/10/01)
- 燗酒ルネサンス: なごみ・ぬくもり・いやしの酒 単行本-TaKaRa酒生活文化研究所 (2000/11/01)
- 男と女のほろ酔いデートファイル (酒文ライブラリー) 北田 敦子 (共著)単行本-TaKaRa酒生活文化研究所 (2001/02/01)
- 酒は老人のミルクである: 玉村サロン絶好調 (酒文ライブラリー) 単行本-TaKaRa酒生活文化研究所 (2001/04/01)
- 草刈る人 単行本-新潮社 (2001/09/01)
- 酒がSAKIと呼ばれる日: 日本酒グローバル化宣言 (酒文ライブラリー) 吉田 集而 (編集)単行本-TaKaRa酒生活文化研究所 (2001/10/01)
- 人生を豊かにするモノ (The New Fifties) 単行本-講談社 (2002/10/01)
- ヴィラデスト菜時記―暮らしの輪郭線 単行本-毎日新聞出版 (2003/01/01)
- 食と農のブランド力とまちづくり―玉村豊男小布施講演録 (文屋文庫第2巻)新書-文屋(2003/04/28)
- ヴィラデストの厨房から 単行本-世界文化社 (2004/04/01)
- 花摘む人 ヴィラデスト・ワイナリーができるまで 単行本-新潮社 (2004/05/11)
- ヴィラデスト・カフェブック 単行本-東京書籍 (2006/03/01)
- 玉村豊男の絵魚紀行 来た、描いた、食べた 大型本-集英社 (2006/10/20)
- 田舎暮らしができる人 できない人 新書-集英社 (2007/04/17)
- 絵を描く日常 単行本-東京書籍 (2007/10/01)
- 里山ビジネス 新書-集英社 (2008/06/17)
- 100本のボルドーワインのための100皿の料理 小澤 忠恭 (写真)単行本-KADOKAWA(角川マガジンズ) (2008/10/01)
- 今日よりよい明日はない 新書-集英社 (2009/06/17)
- オジサンにも言わせろNPO 単行本-東京書籍 (2009/06/27)
- 邱永漢の「予見力」新書-集英社 (2009/10/16)
- 玉村豊男 パリ 1968-2010 単行本-東京書籍 (2010/04/02)
- 世界の野菜を旅する 新書-講談社 (2010/06/17)
- 食卓は学校である 新書-集英社 (2010/10/15)
- 隠居志願 単行本-東京書籍 (2012/03/29)
  - 隠居志願 文庫-新潮社 (2015/11/28)
- 千曲川ワインバレー 新しい農業への視点 新書-集英社 (2013/03/15)
- 旅の流儀 新書-中央公論新社 (2015/06/25)
- ワインバレーを見渡して 単行本-(株)虹有社 (2016/05/27)
- 厳選日本ワイン&ワイナリーガイド 鹿取みゆき 他 (著), 玉村豊男 (監修)単行本-世界文化社 (2017/04/07)
- 美味礼讃 ブリア=サヴァラン (著), 玉村豊男 (翻訳)単行本-新潮社 (2017/04/27)
  - 美味礼讃(上) ブリア=サヴァラン (著), 玉村豊男 (翻訳)文庫-中央公論新社 (2021/01/20)
  - 美味礼讃(下) ブリア=サヴァラン (著), 玉村豊男 (翻訳)文庫-中央公論新社 (2021/01/20)
- 病気自慢 からだの履歴書 単行本-世界文化社 (2018/01/16)
- 村の酒屋を復活させる 田沢ワイン村の挑戦 新書-集英社 (2018/04/17)
- 新 田園の快楽 ヴィラテストの27年 単行本-世界文化社 (2018/08/25)
- はじめて描く人へ 花の水彩画レッスン 単行本-KADOKAWA (2018/08/30)
- ぼくのワインができるまで 単行本-東京書籍 (2019/06/24)
- 毎日が最後の晩餐-玉村流レシピ&エッセイ- 単行本-天夢人 (2020/02/07)
- 明けゆく毎日を最後の日と思え 玉村豊男のコラム日記2019~2020 単行本-天夢人 (2021/02/05)
- まだ毎日が最後の晩餐 玉村流レシピ&エッセイ2 単行本-天夢人 (2021/12/10)
- 玉村豊男のポテトブック 単行本-朝日出版社 (2023/09/23)
- 玉村豊男のフランス式一汁三菜 単行本-天夢人 (2023/10/11)
- 玉村豊男のコラム日記2022～2023  単行本-天夢人 (2024/02/16)

## 画集
- 玉村豊男作品集1
- 玉村豊男画集 vol. 2 大型本-ガレリア・プロバ (1996/01/01)
- パリ風景画集
- 「北京」-北京風景集
- FLOWERS（植物画集）
- HARVEST（収穫画集）
- PRELUDE（初期作品集）
- TRAVELS（旅の画文集）

## メディア出演
- ハウス食品CM「カレーはハウス」（1987年）[23]
- ブロードキャスター（TBS系）
- クイズ世界はSHOW by ショーバイ!!（日本テレビ） - 準レギュラー解答者
- クイズ日本の顔（NHK総合）
- 関口宏のザベストセレクション (BS-TBS)　ロンドン・パリの回転寿司（2010年10月09日放送）
- 能登のFOOD風土　玉村豊男の里山里海旅（2014年9月27日、BS-TBS） - ナビゲーター[24]
- 関口宏の人生の詩II（BS-TBS） ＃8 エッセイスト、画家で60代を前に一大決心した 玉村豊男（2018年12月8日放送）